# چرچلند (کارولینای شمالی)
چرچلند (به انگلیسی: Churchland) یک منطقهٔ مسکونی در ایالات متحده آمریکا است که در شهرستان دیویدسن، کارولینای شمالی واقع شده‌است.